# Freespire
Freespire es una distribución de Linux impulsada por la comunidad y actualmente propiedad de PC/Open Systems LLC. Deriva de Linspire y se compone principalmente de software libre y de código abierto, al tiempo que ofrece a los usuarios la posibilidad de incluir software privativo, como códecs multimedia, controladores de dispositivos y software de aplicación.
Freespire 1.0 se basó en Debian, mientras que Freespire 2.0 se basó en Ubuntu. Linspire fue comprada por Xandros, que originalmente planeaba cambiar de nuevo a Debian para futuras versiones de Freespire.
El 1 de enero de 2018, PC/Open Systems anunció que había comprado Linspire a Xandros y lanzó Freespire 3.0. Mientras que Linspire 7 está disponible por 79,99 dólares, Freespire 3.0 es gratuito.

## Características
- Basada inicialmente en la distribución Debian cambió a Ubuntu en la versión Freespire 2.0 para anunciarse en 2008 que volverá a Debian.
Freespire fue una vez una distribución de Linux administrada por la comunidad patrocinada por Linspire. Freespire se suspendió en 2008. A partir de 2017, Freespire se convirtió en un sistema operativo gratuito basado en Ubuntu.[3]
- Estará siempre disponible para su uso gratuito, distribución y modificación, ahora y siempre.
- Disponible en dos versiones:
  - La versión regular, es la versión completa que incluye códecs, controladores y software de terceros legalmente licenciado, para ofrecer mejor soporte para hardware, tipos de archivos y multimedia. Freespire incluye soporte instantáneo para MP3, Windows Media, QuickTime, Java, Flash, Real, controladores ATI, controladores nVidia, controladores WiFi propietarios, controladores para módems, fuentes de letra, y mucho más.
  - La edición OSS, que utiliza únicamente software libre.
- Es suficientemente poderoso para los usuarios de Linux más sofisticados o desarrolladores, pero suficientemente sencillo para alguien completamente nuevo en Linux.
- Provee acceso gratuito a todo el depósito de software libre de Freespire utilizando apt-get.
- Ofrece el uso opcional del servicio CNR (click and run) de Linspire. (El cliente CNR es software libre).
- Incluye un ambiente de desarrollo completo, el cual puede ser fácilmente expandido utilizando apt-get o CNR.
- Provee configuraciones y opciones de instalación avanzadas pero de fácil uso.
- Es seguro sin acceso administrativo de root, y con un cortafuegos estricto.
- Utiliza el proyecto de la comunidad IRMA, que permite contar con Freespire en docenas de lenguajes diferentes.
- Provee soporte técnico de la comunidad sin costo, pero se ofrece soporte extra opcional.

## Estructura organizativa
La comunidad de Freespire está dirigida por tres juntas:
- La Junta de Líderes: Está formada por pensadores, gente de negocios, evangelistas, y miembros distinguidos de la comunidad Linux. Este grupo ayuda directamente a establecer la visión y las metas del proyecto Freespire y supervisa a las otras dos juntas.
- La Junta Comunitaria: Ayuda a coordinar y orientar los esfuerzos de la comunidad en asuntos no técnicos. Por ejemplo foros, educación, asistencia, documentación, etc.
- La Junta Tecnológica: Ayuda a coordinar y orientar los esfuerzos de la comunidad en asuntos técnicos. Como el desarrollo del sistema operativo, recomendaciones para adopción de tecnologías y paquetes como también en el desarrollo de protocolos, herramientas y métodos.

## Compatibilidad con estándares
El Free Standards Group está involucrado en el desarrollo de Freespire, para garantizar su compatibilidad con el estándar Linux Standard Base LSB.

## Plataforma de desarrollo
Las herramientas de desarrollo más utilizadas por Freespire incluyen: Python, C++, librerías de KDE y GTK, que son instaladas por defecto en Freespire. Naturalmente cada desarrollador puede utilizar las herramientas que prefiera, pero estas son las que se utilizan por defecto en el desarrollo de Freespire.